# Takách-Tolvay József
Nagykürthi, kisjókai és köpösdi gróf Takách-Tolvay József, vitéz, (helyenként Takács-Tolvay; 1905-ig Takács József) (Kiscell, 1876. október 26. – Budapest, 1945. január 2.) politikus, magyar királyi altábornagy.

## Élete, pályafutása
Mária József Szeverin néven született. (Utolsó keresztnevét a keresztapja után kapta.) Apja kisjókai Takács Jenő (1839. október 30. – 1900. október 28.), vasúti mérnök, anyja Steér Blandine (1840–1926) volt, szülei Nyitrán kötöttek házasságot 1871. február 4-én.
Házastársa szlováni Beöthy Klára Karolina Irén (1888. február 18. – 1936. február 4.). Beöthy Klárának ez a második házassága volt. 1921. február 10-én Budapesten kötöttek házasságot.
A Ludovika Akadémián tanult, majd katonai pályafutását a honvédhuszároknál kezdte, később a császári és királyi vezérkarban folytatta. 1904 és 1909 között (éppen századosi rangban) József Ferenc főherceg nevelőjeként is működött, József főherceg udvartartásában élt. 1905-ben kapta grófi címét és ekkor kapott engedélyt a Takách-Tolvay név használatára is a kihalt magyar Tolvay család nyomdokain. 
Az első világháború alatt a császári és királyi 1. lovashadosztály vezérkari főnökeként szolgált, 1917-ben már a Hadügyminisztériumban működött. Az őszirózsás forradalom, majd a Magyarországi Tanácsköztársaság idején is Bécsben dolgozott, a közös hadügyi javakat felszámoló bizottság tagja volt. Az úgynevezett bankgassei rablás egyik szervezője volt, tiszttársaival együtt elfogták a Tanácsköztársaság bécsi képviselőit, lefoglalták javaikat, irataikat, és azokat a bécsi rendőrséghez és a szegedi kormányhoz juttatták el. A Tanácsköztársaság kormányának kérésére az osztrák rendőrség letartóztatta. Később kiszabadult, majd az ellenforradalom bécsi katonai megbízottja volt, az osztrák katona- és munkástanács azonban kitiltotta Ausztriából. 1920-ban Varsóba helyezték át, részt vett az oroszok elleni intervencióban. 1921 és 1925 között a bukaresti magyar nagykövetség egyik tanácsosaként szolgált fedett katonai attasé minőségben. Visszatért Budapestre, majd a budapesti dandárparancsnokságnál és a főparancsnokságon teljesített szolgálatot. 1929-ben nyugállományba vonult, altábornagyi rangban. Nyugdíjazása után megszervezte az Országos Frontharcos Szövetséget (1939-től Magyar Tűzharcos Szövetség), melynek elnöke is volt. 1935-től a Nemzeti Egység Pártja tagjaként országgyűlési képviselő volt Szentgotthárd és Pestkörnyék, majd a jászberényi választókerület képviseletében.
Halálát Budapest ostroma alatt egy robbanás okozta.

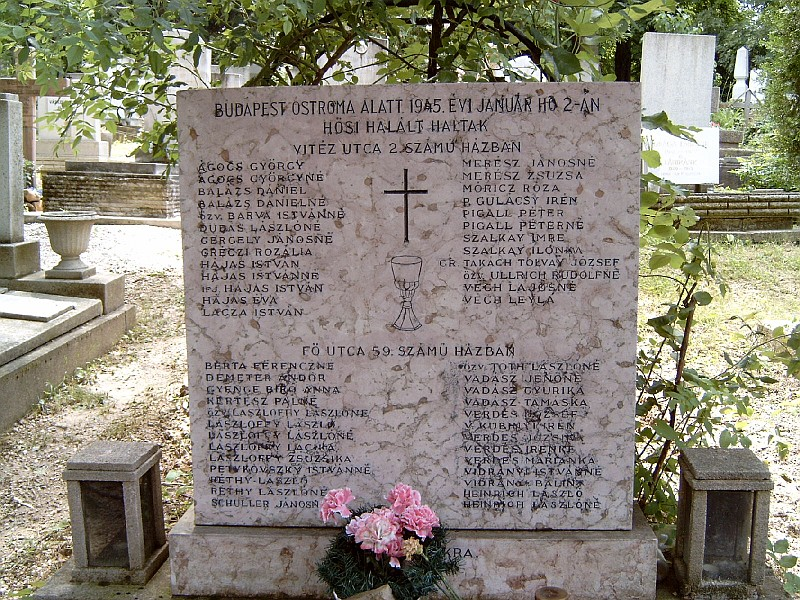
Sírja a Farkasréti temetőben a Budapest Vitéz utca 2. számú ház ostrom alatti bombatalálatakor elhunyt lakóival együtt

## Kitüntetései a viselési sorrendben
- Magyar Érdemrend nagykeresztje (1940. április 15.)
- Magyar Érdemkereszt II. osztálya (1925)
- Magyar Érdemkereszt II. osztályához a csillag (1928)
- Osztrák Császári Lipót-rend lovagkeresztje hadidíszítménnyel, kardokkal
- Vaskorona Rend III. osztálya hadidíszítménnyel, kardokkal
- Katonai Érdemkereszt III. osztálya hadidíszítménnyel, kardokkal
- Katonai Érdemkereszt
- Bronz Katonai Érdemérem hadiszalagon, kardokkal
- Kormányzói Dicsérő Elismerés Magyar Koronás Bronzérme (1929. július 1.)
- Bronz Katonai Érdemérem vörös szalagon
- Károly-csapatkereszt
- Nemzetvédelmi Kereszt (1941. október 21.)
- Tiszti Katonai Szolgálati Jel II. osztálya
- Jubileumi Emlékérem a fegyveres erő számára (1898)
- Katonai Jubileumi Kereszt (1908)
- 1912/13-as Emlékkereszt (1913)
- Olasz Korona Rend nagykeresztje
- Olasz Korona Rend nagy tiszti keresztje (1934)
- Osztrák Érdemrend parancsnoki keresztje a csillaggal
- Német Vöröskereszt Díszjelvény 1. osztálya
- lippe-detmoldi Fejedelmi Házi Rend II. osztálya kardokkal
- szász Királyi Albert Rend tisztikeresztje kardokkal
- német (porosz) Vaskereszt II. osztálya